# Roman Jewgenjewitsch Romanow
Roman Jewgenjewitsch Romanow (russisch Роман Евгеньевич Романов; * 28. März 2003) ist ein russischer Fußballspieler.

## Karriere
Romanow begann seine Karriere bei Spartak Moskau. Zur Saison 2018/19 wechselte er in die Jugend des FK Rostow. Im Juni 2020 debütierte er für die Profis in der Premjer-Liga, als er am 23. Spieltag der Saison 2019/20 gegen den FK Sotschi in der Startelf stand. In jenem Spiel lief eine reine Jugendmannschaft der Rostower auf, nachdem die Profis aufgrund von COVID-Fällen unter Quarantäne gestellt worden waren. Rostow verlor die Partie mit 10:1. Romanow erzielte in der ersten Minute das einzige Tor seines Vereins, in der Halbzeitpause wurde er durch Sergei Kotschkanjan ersetzt.